# Brauerei Neunspringe Worbis

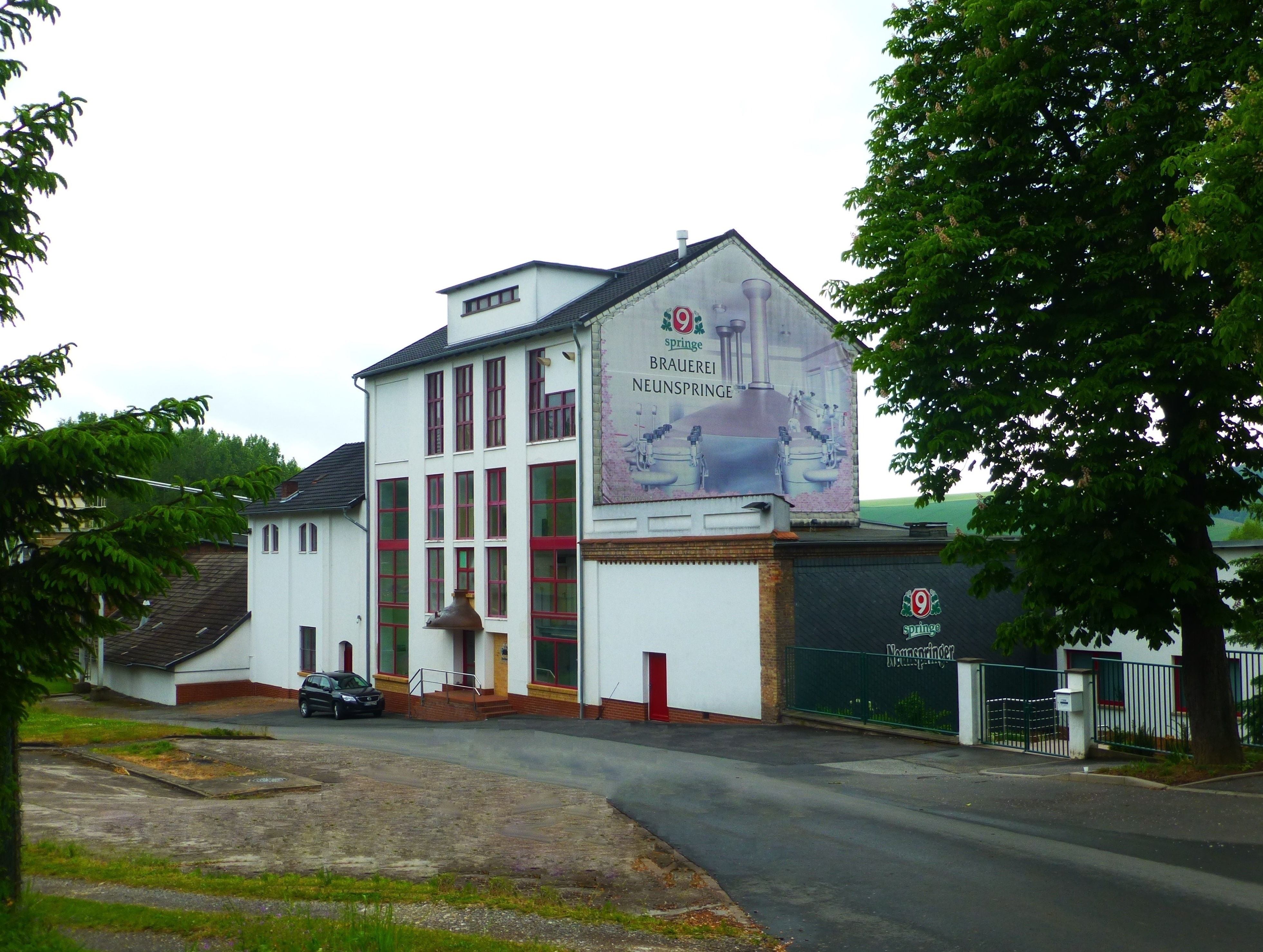
Die Brauerei Neunspringe in Worbis

Die Brauerei Neunspringe Worbis GmbH ist ein Getränkehersteller aus Leinefelde-Worbis im Landkreis Eichsfeld in Thüringen.

## Geschichte

### Brauerei Kuntze
1867 wurde in Worbis die Bierproduktion in der Brauerei H. Carl Kuntze aufgenommen. Später erfolgte die Umbenennung in Brauerei Neunspringe. Der Name Neunspringe geht auf einen alten Flurnamen zurück, der sich wiederum von neun Quellen im Quellgebiet der Hahle herleitet, aus denen die Brauerei ihr Quellwasser bezieht. Die Existenz von neun Quellen ist aber umstritten, möglicherweise geht der Name auf einen „neuen Spring“ zurück.
Nach dem Tod des Firmengründers Carl Kuntze im Jahr 1895 führten dessen Söhne Karl und Thilo das Unternehmen fort. Vertrieben wurde das Bier im gesamten Eichsfeld, hierfür wurde zunächst neben dem Standort Worbis eine Niederlassung in Duderstadt gegründet. Es folgten Vertriebsstandorte in angrenzenden Gebieten, unter anderem St. Andreasberg, Bleicherode, Nordhausen, Mühlhausen und Kelbra. Vor dem Ersten Weltkrieg wurde Neunspringer Bier bis nach Hannoversch Münden, Kassel, Eisenach und Erfurt geliefert.
Der Erste Weltkrieg und seine Folgen schränkten die Bierproduktion ein. Noch 1929 lag die Produktionsmenge mit 1,6 Millionen Hektoliter in Thüringen bei nur 80 % des Vorkriegsniveaus. Hiervon war auch die Neunspringer Brauerei betroffen. In den 1930er Jahren begann das Unternehmen mit der Flaschenabfüllung, Lastkraftwagen wurden beschafft und als Firmenlogo wurde die bis heute nahezu unveränderte, stilisierte 9 eingeführt. Durch diese Innovationen konnte der Absatz des Unternehmens nach der Weltwirtschaftskrise stabilisiert werden. Während des Zweiten Weltkrieges war das Unternehmen aufgrund Rohstoffmangels gezwungen, Dünnbier zu brauen. Karl Kuntze jr., Sohn von Thilo Kuntze und designierter Nachfolger der das Unternehmen führenden Gebrüder Kuntze, fiel im Krieg.
Nach Kriegsende lag das in Worbis ansässige Unternehmen in der Sowjetischen Besatzungszone. Dennoch konnte die Produktion in dem unbeschädigt gebliebenen Werk weitgehend nahtlos fortgesetzt werden. Jedoch lagen die Niederlassungen Duderstadt, Herzberg und St. Andreasberg nunmehr jenseits der Zonengrenze und der Absatzmarkt im unteren Eichsfeld und westlichen Harz fiel weg. Hopfen, den das Unternehmen bislang aus dem bayrischen Hallertau bezogen hatte, wurde zum knappen Rohstoff – bis man begann, Hopfen im Eichsfeld anzubauen. 1948 wurde das Familienunternehmen auf die Töchter von Thilo Kuntze überschrieben. Die anhaltende Rohstoffknappheit führte zur Herstellung des Neunspringer Doppelcaramel-Bieres auf Malzbasis, das sich in der DDR großer Beliebtheit erfreute. Zum 1. Dezember 1953 wurde das Unternehmen schließlich vom DDR-Regime enteignet und die Brauerei zum Volkseigentum erklärt. Die Unternehmerfamilie flüchtete aus der DDR und ließ sich in der früheren Niederlassung des Unternehmens in Duderstadt nieder.

### VEB Brauerei Neunspringe
Fortan wurde das Unternehmen als Volkseigener Betrieb geführt, es hatte den Kreis Worbis und Teile des Kreises Eisenach zu versorgen. Hierfür erfolgten umfangreiche Investitionen, unter anderem in ein neues Malzlager und eine neue Abfüllanlage, mit deren Inbetriebnahme die klassischen Bügelflaschen der früheren Brauerei Kuntze abgelöst wurden. Zum 100-jährigen Betriebsjubiläum hatte sich das Produktionsvolumen des Betriebes gegenüber 1953 verdoppelt. Neben Bier wurden in dem modernisierten Betrieb ab den 1960er Jahren auch alkoholfreie Getränke, darunter Mineralwasser, Limonade und die in zahlreichen Brauereien der DDR produzierte Vita Cola hergestellt. Aus deren Rezeptur ging die heutige Neunspringe Cola hervor, deren Etikett noch heute an das frühere Vita Cola-Etikett angelehnt ist.
1969 wurde die Brauerei Neunspringe dem VEB Getränkekombinat Erfurt angegliedert, in dem alle Brauereien im Bezirk Erfurt zusammengefasst wurden. In den 1970er Jahren erfolgten weitere Umbauten und Investitionen im Werk, unter anderem 1973 in eine vergrößerte Dampferzeugungsanlage. 1975 hatte der Betrieb in Worbis 100 Mitarbeiter. 1980 wurde eine neue Flaschenabfüllanlage in Betrieb genommen.

### Reprivatisierung und Gegenwart
Die politische Wende in der DDR brachte dem Unternehmen, wie der gesamten Wirtschaft der DDR, einen Umsatzeinbruch. Die Treuhandanstalt übernahm die Worbiser Brauerei und benannte sie in Klosterbrauerei Worbis um. 1994 wurde das Unternehmen von der Treuhandanstalt an Thilo Kuntze, einen Urenkel des Firmengründers, und drei Mitgesellschafter verkauft. Diese benannten den Betrieb in Brauerei Neunspringe zurück. Das Unternehmen wurde grundhaft modernisiert. Ein neues Heizhaus, eine neue Kühlanlage und ein neues Sudhaus entstanden. Die Bierproduktion vervierfachte sich von 5.000 Hektolitern im Jahr 1994 auf 20.000 Hektoliter im Jahr 1998. Die Produktpalette wurde erweitert, auch das in der DDR beliebte Doppelkaramel wurde ab 1998 wieder produziert. Bis 2002 wurden rund acht Millionen D-Mark in die Brauerei investiert.
2007 übernahm Familie Ehbrecht aus Duderstadt die Geschäftsanteile komplett. Bernd Ehbrecht wurde neuer Geschäftsführer. Ab 2007 wurde das Vermarktungsgebiet der Neunspringer Brauerei über Thüringen hinaus nach Sachsen, Sachsen-Anhalt und Brandenburg erweitert. 2009 übernahm man die Markenrechte der insolventen Brauerei Olbernhau im Erzgebirge und liefert Neunspringer Bier seither unter den Markennamen Olbernhauer  Pilsener, Stülpner  Starkbier und Böhmisch Hell nach Sachsen. 2015 erwarb die Brauerei Neunspringe die Marke „Vogelsberger“ und die Abfüllanlage für alkoholfreie Getränke der insolventen Brauerei Alsfeld in Hessen. Zwischen 2010 und 2019 wurde die Modernisierung fortgesetzt und weitgehend abgeschlossen.

## Produkte

### Bierprodukte
In der DDR-Zeit und bis zur Einstellung ihrer Produktion im Jahr 2009 wurde Neunspringer Bier traditionell in 0,33-Liter-Flaschen in Steinieform angeboten. Nach deren Wegfall stieg die Neunspringer Brauerei auf eine individuell
für das Unternehmen kreierte 0,33-Liter-Flasche mit dem Neunspringer Logo um, die im Ausland produziert wird. Zudem wird Neunspringer Bier in 0,5-Liter-Standard-Mehrwegflaschen angeboten. Im Sortiment befinden sich die Sorten:
- Neunspringer Helles Pilsner
- Neunspringer Premium Pilsner
- Neunspringer Radler
- Neunspringer Maibock
- Neunspringer Dunkler Bock
- Neunspringer Schwarzbier
- Neunspringer Doppel-Karamel

Zum 150-jährigen Betriebsjubiläum erschien 2017 ein Carl-Kuntze-Jubiläumsbräu. Anlässlich des Reformationsjubiläum 2017 wurde eine Reihe Luther-Biere aufgelegt.

### Erfrischungsgetränke
- ACE +Orange
- ACE +Ananas
- Apfelschorle
- Neunspringe Cola
- Neunspringe Cola light
- Jim Him (Himbeerlimonade)
- Mandora (Orangenlimonade)
- Grapecit (Grapefruit-Limonade)
- ZitrOne (Zitronenlimonade)

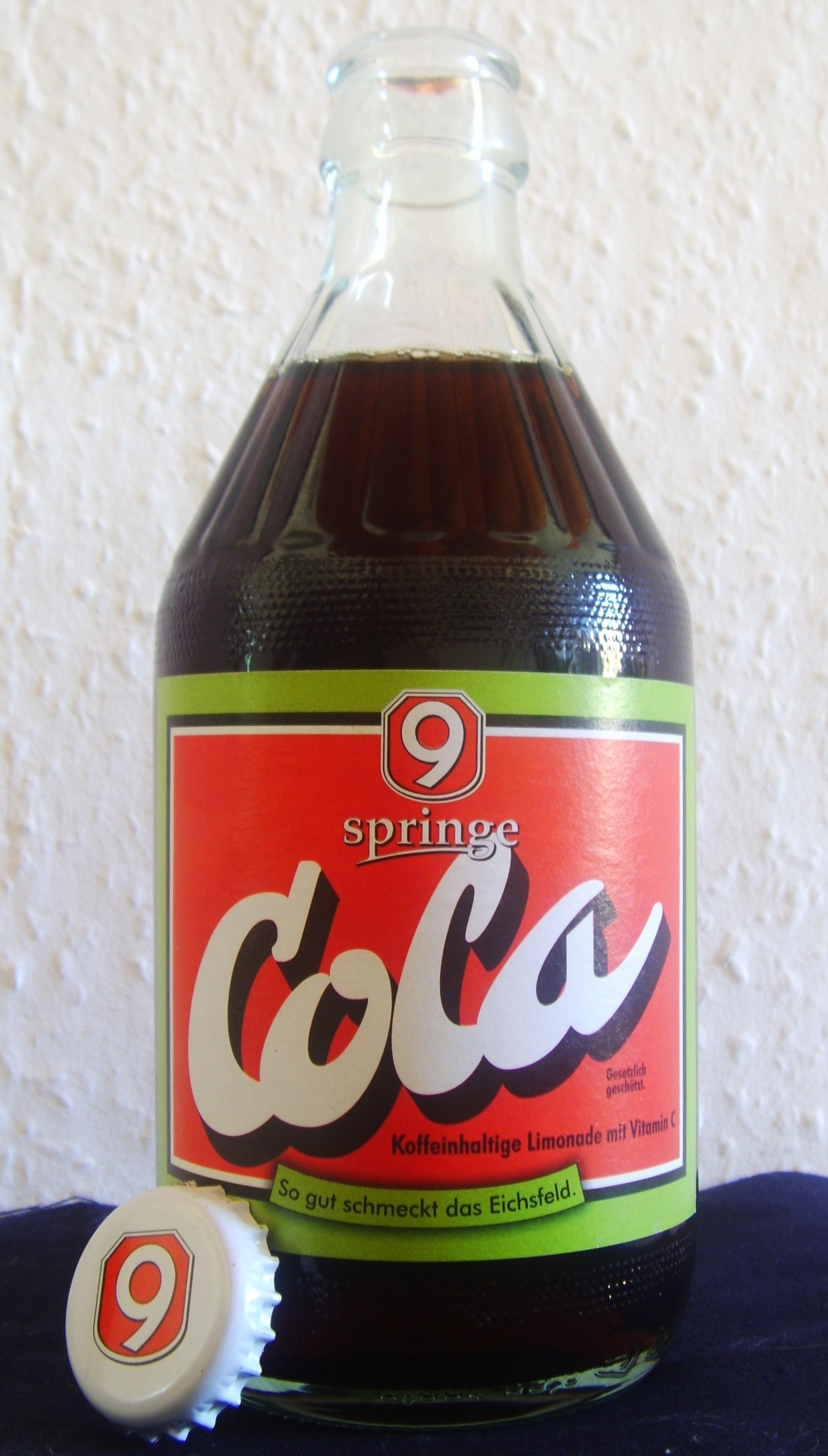
Neunspringe Cola

- Waldi & Baldi (Waldmeisterlimonade)
- Tafelwasser spritzig
- Tafelwasser medium
- Tonic Water

### Spirituosen
Für die Herstellung und den Vertrieb von Spirituosen wurde unter derselben Adresse die Number Nine Spirituosenmanufaktur GmbH gegründet mit Bernd Ehbrecht als Geschäftsführer. Der von ihr produzierte Single-Malt-Whisky und Rye Whiskey wird unter der Marke The Nine Springs angeboten. Zur Produktpalette gehören auch Obstbrände und importierter Rum.

## Sonstiges
Die Brauerei ist Mitglied im Brauring, einer Kooperationsgesellschaft privater Brauereien aus Deutschland, Österreich und der Schweiz.
Seit 1994 findet jährlich im Mai ein Brauereifest statt.